# 約翰·泰來
約翰·泰來（英語：John Taylor，1808年11月1日—1887年7月25日），舊譯泰來約翰，為耶穌基督後期聖徒教會第3任總會會長。他是耶穌基督後期聖徒教會目前唯一一位出生於美國領土以外的總會會長。在其總會會長任內，約翰·泰來監管了《教義和聖約》的新版本發行，也將《無價珍珠》列入教會標準經文之中。他支持成立了初級會組織，並促成七十員定額組在滿額的狀況下正常運作。為了躲避美國政府對一夫多妻制的查緝，約翰·泰來晚年的兩年半幾乎沒有參與公開活動 。